# Arrest

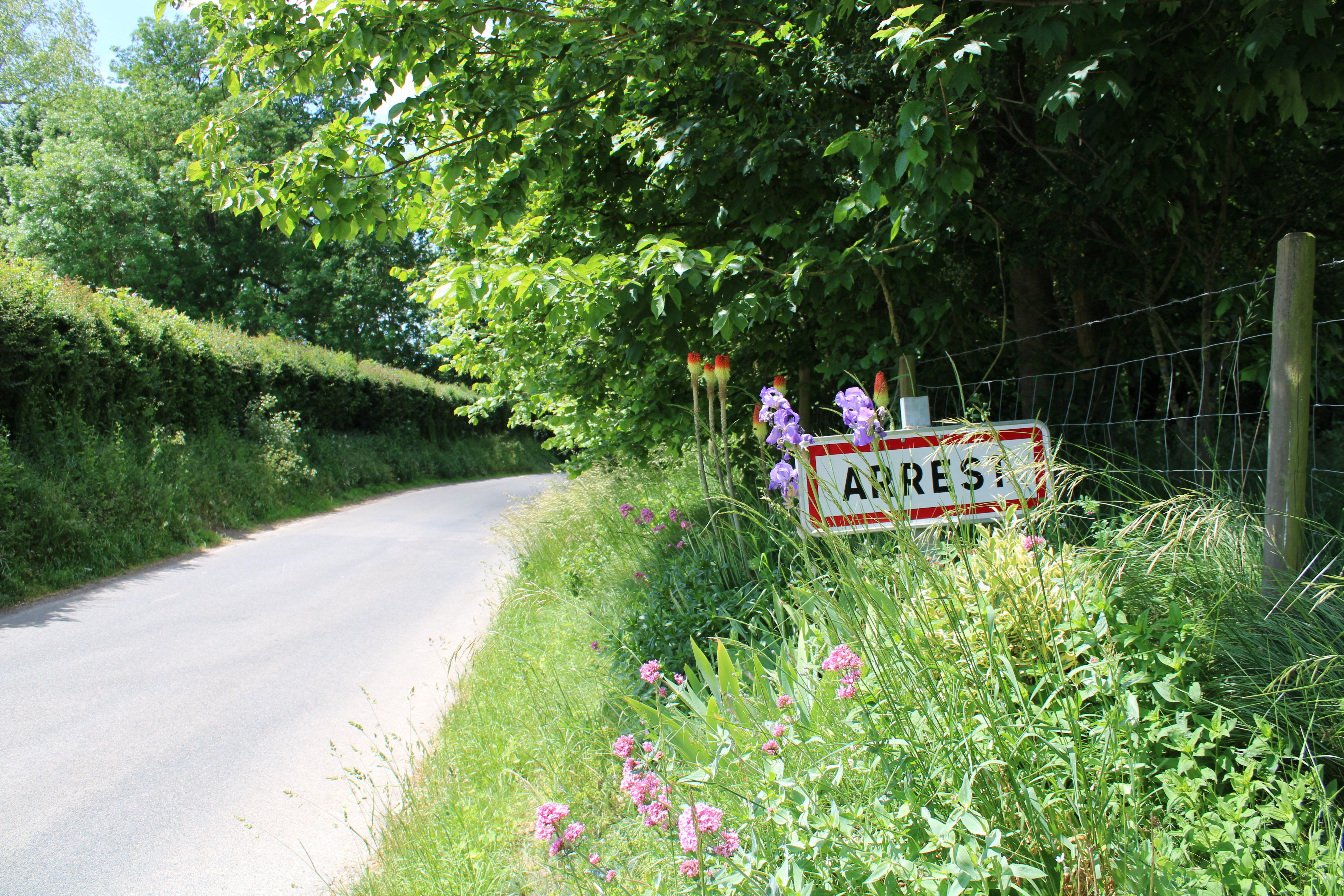
Entrée du village.

Arrest est une commune française située dans le département de la Somme en région Hauts-de-France.
La commune fait partie du parc naturel régional Baie de Somme - Picardie maritime.
La commune fait aussi partie des villages labellisés Pays d'art et d'histoire qui œuvrent à mettre en avant leur patrimoine,.

## Géographie

### Localisation
Arrest est un village picard du Vimeu.
À vol d'oiseau, la localité est située à 7 km au nord-est de Friville-Escarbotin, 7 km au sud de Saint-Valery-sur-Somme, 7 km au nord de Feuquières-en-Vimeu, à 16 km à l'ouest d'Abbeville , 17 km au nord-est d'Eu-Le Tréport et à 55 km au nord-ouest d'Amiens.
Le territoire de la commune est limitrophe de ceux de sept communes.
Les communes limitrophes sont  Boismont, Estrébœuf, Franleu, Mons-Boubert, Nibas, Ochancourt et Pendé.

### Hydrographie

#### Réseau hydrographique
La commune est située dans le bassin Artois-Picardie. Elle est drainée par l'Avalasse.

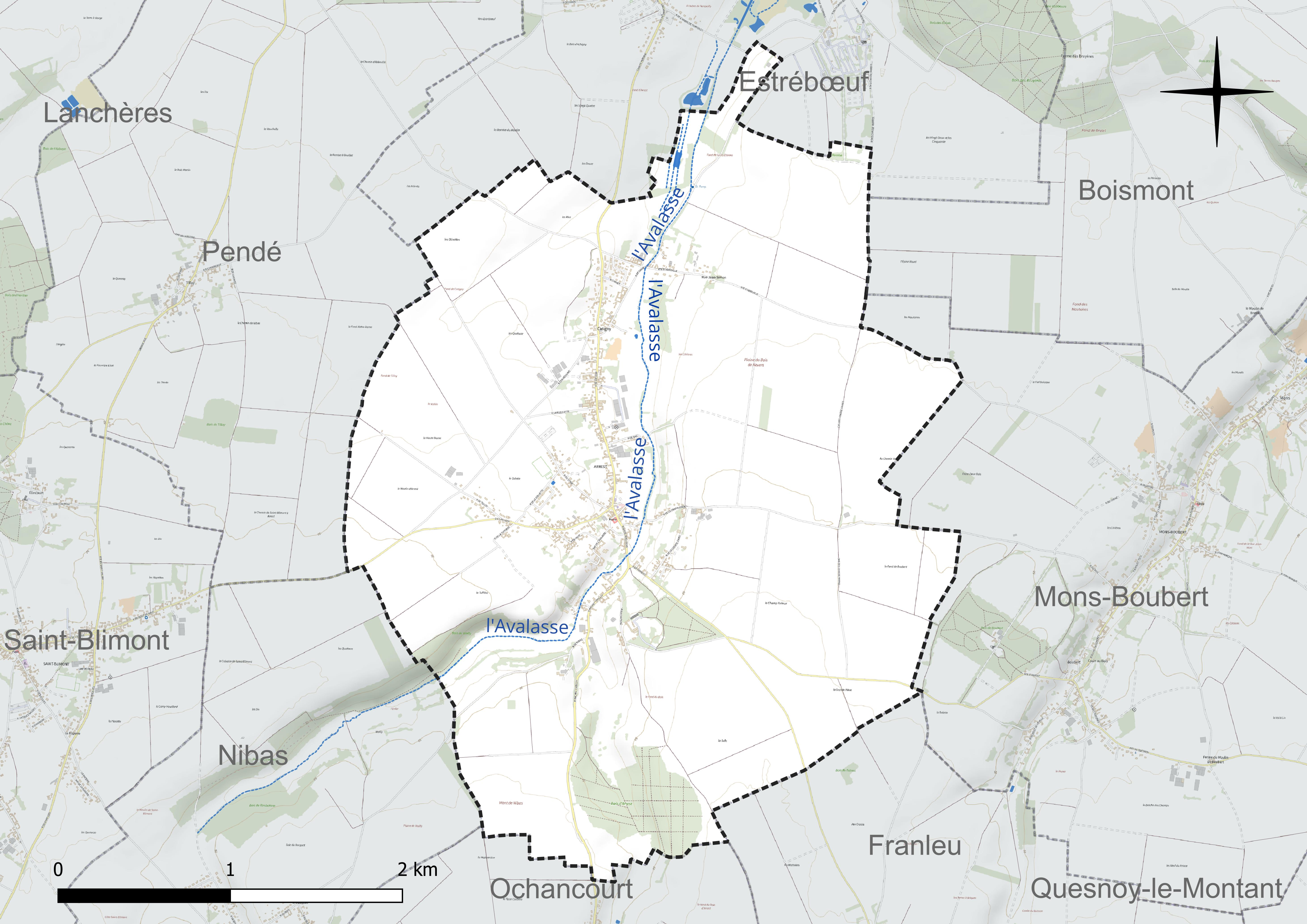
Réseau hydrographique d'Arrest.

#### Gestion et qualité des eaux
Le territoire communal est couvert par le schéma d'aménagement et de gestion des eaux (SAGE) « Somme aval et Cours d'eau côtiers ». Ce document de planification concerne un territoire de 1 835 km2 de superficie, délimité par le bassin versant de la Somme canalisée. Le périmètre a été arrêté le 29 avril 2010 et le SAGE proprement dit a été approuvé le 6 août 2019. La structure porteuse de l'élaboration et de la mise en œuvre est le syndicat mixte d'aménagement hydraulique du bassin versant de la Somme (AMEVA).
La qualité des cours d'eau peut être consultée sur un site dédié géré par les agences de l'eau et l'Agence française pour la biodiversité.

### Climat
Pour des articles plus généraux, voir Climat des Hauts-de-France et Climat de la Somme.
En 2010, le climat de la commune est de type climat océanique franc, selon une étude du CNRS s'appuyant sur une série de données couvrant la période 1971-2000. En 2020, Météo-France publie une typologie des climats de la France métropolitaine dans laquelle la commune est exposée à un climat océanique et est dans la région climatique Côtes de la Manche orientale, caractérisée par un faible ensoleillement (1 550 h/an) ; forte humidité de l'air (plus de 20 h/jour avec humidité relative > 80 % en hiver), vents forts fréquents.
Pour la période 1971-2000, la température annuelle moyenne est de 10,7 °C, avec une amplitude thermique annuelle de 12,9 °C. Le cumul annuel moyen de précipitations est de 847 mm, avec 12,3 jours de précipitations en janvier et 8,4 jours en juillet. Pour la période 1991-2020, la température moyenne annuelle observée sur la station météorologique la plus proche, située sur la commune de Cayeux-sur-Mer à 10 km à vol d'oiseau, est de 11,4 °C et le cumul annuel moyen de précipitations est de 761,1 mm,. Pour l'avenir, les paramètres climatiques de la commune estimés pour 2050 selon différents scénarios d'émission de gaz à effet de serre sont consultables sur un site dédié publié par Météo-France en novembre 2022.

## Urbanisme

### Typologie
Au 1er janvier 2024, Arrest est catégorisée commune rurale à habitat dispersé, selon la nouvelle grille communale de densité à sept niveaux définie par l'Insee en 2022.
Elle est située hors unité urbaine. Par ailleurs la commune fait partie de l'aire d'attraction de Friville-Escarbotin, dont elle est une commune de la couronne,. Cette aire, qui regroupe 33 communes, est catégorisée dans les aires de moins de 50 000 habitants,.

### Occupation des sols
L'occupation des sols de la commune, telle qu'elle ressort de la base de données européenne d'occupation biophysique des sols Corine Land Cover (CLC), est marquée par l'importance des territoires agricoles (86,3 % en 2018), une proportion identique à celle de 1990 (86,3 %). La répartition détaillée en 2018 est la suivante : 
terres arables (68,1 %), prairies (18,2 %), zones urbanisées (9,8 %), forêts (3,9 %). L'évolution de l'occupation des sols de la commune et de ses infrastructures peut être observée sur les différentes représentations cartographiques du territoire : la carte de Cassini (XVIIIe siècle), la carte d'état-major (1820-1866) et les cartes ou photos aériennes de l'IGN pour la période actuelle (1950 à aujourd'hui).

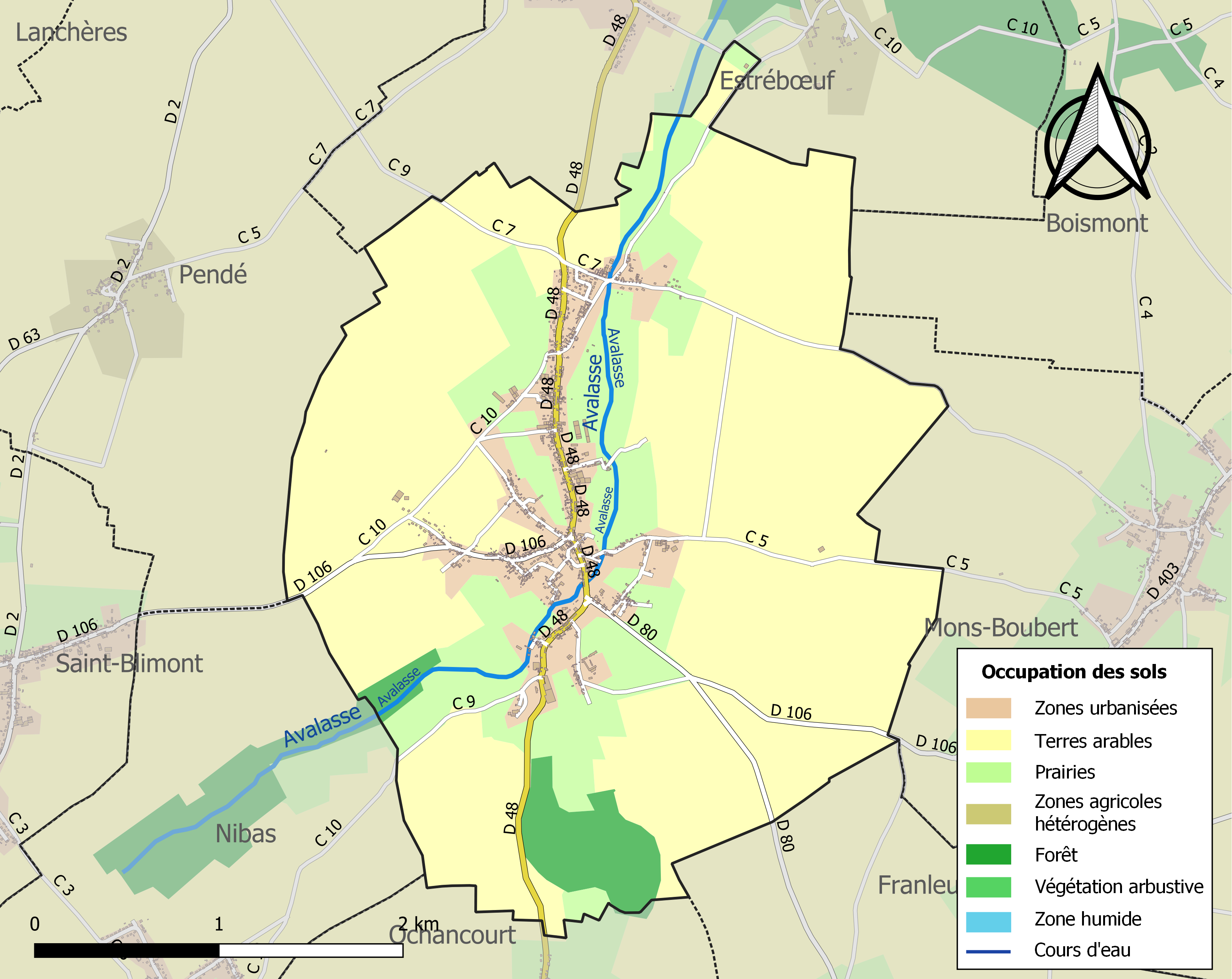
Carte des infrastructures et de l'occupation des sols de la commune en 2018 (CLC).

### Voies de communication et transports
La commune s'étire principalement sur la route départementale 48 (RD 48).
En 2019, la localité est desservie par les lignes d'autocars no 5 (Cayeux - Friville-Escarbotin - Abbeville) et no 7 (Lanchères - Friville) du réseau Trans'80, Hauts-de-France, chaque jour de la semaine sauf le dimanche et les jours fériés

## Toponymie
Le nom de la localité est attesté sous les formes Arrest dès 1204, Arrech en 1285, Arêt en 1412, Arrêt en 1710, Arrête.
Le sens du toponyme est obscur.
Arret en picard.

## Histoire

### Antiquité
L'existence d'une importante ferme gallo-romaine dans le village est révélée par les vestiges retrouvés lors de fouilles en vue de la création d'un lotissement.

### Moyen Âge
Les seigneurs du lieu sont connus en 1200 avec les « de Fontaines ».
Jean d'Arrech (Arrest) vend en 1271, la moitié des terrages d'Arrest aux religieux de l'abbaye de Forest-Montiers.

## Politique et administration

### Rattachements administratifs et électoraux
La commune se trouve dans l'arrondissement d'Abbeville du département de la Somme. Pour l'élection des députés, elle fait partie depuis 1988 de la troisième circonscription de la Somme.
Elle faisait partie depuis 1801 du canton de Saint-Valery-sur-Somme. Dans le cadre du redécoupage cantonal de 2014 en France, la commune est désormais rattachée au canton d'Abbeville-2.

### Intercommunalité
La commune était membre de la Communauté de communes Baie de Somme Sud, créée fin 1997.
Dans le cadre des dispositions de la loi portant nouvelle organisation territoriale de la République du 7 août 2015, qui prévoit que les établissements publics de coopération intercommunale (EPCI) à fiscalité propre doivent avoir un minimum de 15 000 habitants, la communauté de communes, qui n'atteignait pas ce seuil, a fusionné avec ses voisines pour former, le 1er janvier 2017, la communauté d'agglomération de la Baie de Somme, dont est désormais membre la commune.

### Liste des maires
| Période                                  | Période                      | Identité                               | Étiquette | Qualité |
| ---------------------------------------- | ---------------------------- | -------------------------------------- | --------- | --- |
| Les données manquantes sont à compléter. |                              |                                        |           | |
| juillet 1797                             | juin 1800                    | Jean Jacques Roy                       |           | |
| juillet 1800                             | avril 1815                   | Louis Nicolas Duliège                  |           | |
| mai 1815                                 | juin 1815                    | Jean François Barbier                  |           | |
| 07/1815                                  | 11/1816                      | Louis Nicolas Duliège                  |           | |
| 12/1816                                  | 08/1821                      | François Guilbert Pénel                |           | |
| 09/1821                                  | 05/1823                      | Pierre Édouard Duliège                 |           | |
| 06/1823                                  | 07/1851                      | Louis François Xavier Duliège d'Arrest |           | Propriétaire Ancien lieutenant au régiment des chasseurs à cheval du Roi.                                  |
| 07/1851                                  | 05/1860                      | Marc Antoine Pénel                     |           | Maire par intérim, puis maire.                                                                             |
| 06/1860                                  | 08/1860                      | Eloy Postel                            |           | Maire par intérim.                                                                                         |
| 09/1860                                  | 12/1862                      | Augustin Delahaye                      |           | |
| 01/1863                                  | 03/1863                      | François Sac-Epée                      |           | Maire par intérim.                                                                                         |
| 03/1863                                  | 1871                         | Jean François Barbier                  |           | |
| 1871                                     | 1872                         | Nicolas Parmentier                     |           | Maire par intérim.                                                                                         |
| 1872                                     | 1892                         | Alfred du Liège d'Aunis                |           | |
| 1892                                     | 1893                         | Paul Parmentier                        |           | Maire par intérim.                                                                                         |
| 1893                                     | 1901                         | Constant Sabras                        |           | |
| 1901                                     |                              | Augustin Delahaye                      |           | Cultivateur, négociant en vin et spiritueux et président du tribunal de commerce de Saint-Valery-sur-Somme |
|                                          | 1918                         | Marius Delahaye                        | Radical   | Avocat, fils du précédent Député de la Somme (1914 → 1918) Décédé en fonction                              |
| novembre 1919                            | 1933                         | Albert Pénel                           | Radical   | Cultivateur et briquetier                                                                                  |
| en cours en 1954                         |                              | Fernand Humel                          | SFIO      | Cultivateur puis commerçant                                                                                |
| Les données manquantes sont à compléter. |                              |                                        |           | |
| mars 1965                                | 1965                         | Robert Becquet                         | SFIO      | Agriculteur Conseiller général de Saint-Valery-sur-Somme (1964 → 1965) Décédé en fonction le 16/12/65      |
| janvier 1966                             | 1971                         | Lucien Branlant                        | PCF       | |
| mars 1971                                | 1977                         | Jean Ferment                           |           | |
| mars 1977                                | 1983                         | Lucien Branlant                        | PCF       | |
| mars 1983                                | 2001                         | Pierre Roussel                         | DVD       | Agriculteur                                                                                                |
| mars 2001                                | 2008                         | Gilbert Derambure                      | DVG       | |
| mars 2008                                | mars 2016                    | Jean-René Lelong                       | DVD       | Agriculteur Décédé en fonction                                                                             |
| juin 2016,                               | juillet 2020                 | Lysiane Joly                           | DVG       | Infirmière puéricultrice                                                                                   |
| juillet 2020                             | En cours (au 9 juillet 2020) | Armel Bouchard                         |           | Retraité                                                                                                   |

## Population et société

### Démographie

#### Évolution démographique
L'évolution du nombre d'habitants est connue à travers les recensements de la population effectués dans la commune depuis 1793. Pour les communes de moins de 10 000 habitants, une enquête de recensement portant sur toute la population est réalisée tous les cinq ans, les populations de référence des années intermédiaires étant quant à elles estimées par interpolation ou extrapolation. Pour la commune, le premier recensement exhaustif entrant dans le cadre du nouveau dispositif a été réalisé en 2005.

En 2022, la commune comptait 825 habitants, en évolution de −4,29 % par rapport à 2016 (Somme : −1,26 %, France hors Mayotte : +2,11 %).
| 1793 | 1800 | 1806 | 1821 | 1831 | 1836  | 1841 | 1846 | 1851 |
| ---- | ---- | ---- | ---- | ---- | ----- | ---- | ---- | ---- |
| 735  | 781  | 880  | 894  | 99   | 1 000 | 982  | 965  | 984  |

| 1856  | 1861  | 1866  | 1872  | 1876  | 1881  | 1886  | 1891 | 1896  |
| ----- | ----- | ----- | ----- | ----- | ----- | ----- | ---- | ----- |
| 1 012 | 1 027 | 1 051 | 1 029 | 1 026 | 1 033 | 1 048 | 991  | 1 012 |

| 1901 | 1906 | 1911 | 1921 | 1926 | 1931 | 1936 | 1946 | 1954 |
| ---- | ---- | ---- | ---- | ---- | ---- | ---- | ---- | ---- |
| 984  | 930  | 922  | 875  | 832  | 815  | 808  | 798  | 765  |

| 1962 | 1968 | 1975 | 1982 | 1990 | 1999 | 2005 | 2006 | 2010 |
| ---- | ---- | ---- | ---- | ---- | ---- | ---- | ---- | ---- |
| 839  | 837  | 871  | 856  | 868  | 820  | 841  | 856  | 869  |

| 2015 | 2020 | 2022 | - | - | - | - | - | - |
| ---- | ---- | ---- | - | - | - | - | - | - |
| 864  | 828  | 825  | - | - | - | - | - | - |

Le maximum de la population a été atteint  en 1866 avec 1 051 habitants.

#### Pyramide des âges
En 2018, le taux de personnes d'un âge inférieur à 30 ans s'élève à 31,0 %, soit en dessous de la moyenne départementale (36,4 %). À l'inverse, le taux de personnes d'âge supérieur à 60 ans est de 31,3 % la même année, alors qu'il est de 26,0 % au niveau départemental.
En 2018, la commune comptait 421 hommes pour 434 femmes, soit un taux de 50,76 % de femmes, légèrement inférieur au taux départemental (51,49 %).
Les pyramides des âges de la commune et du département s'établissent comme suit.
| Hommes | Classe d’âge | Femmes |
| ------ | ------------ | ------ |
| 0,7    | 90 ou +      | 2,6    |
| 11,0   | 75-89 ans    | 11,4   |
| 17,6   | 60-74 ans    | 19,0   |
| 22,8   | 45-59 ans    | 23,3   |
| 14,5   | 30-44 ans    | 14,8   |
| 15,4   | 15-29 ans    | 11,9   |
| 17,9   | 0-14 ans     | 16,9   |

| Hommes | Classe d’âge | Femmes |
| ------ | ------------ | ------ |
| 0,6    | 90 ou +      | 1,8    |
| 6,7    | 75-89 ans    | 9,4    |
| 17,2   | 60-74 ans    | 18,1   |
| 19,8   | 45-59 ans    | 19,1   |
| 18,2   | 30-44 ans    | 17,5   |
| 19,4   | 15-29 ans    | 18     |
| 18,2   | 0-14 ans     | 16,2   |

### Enseignement
Relevant de l'académie d'Amiens, la commune gère une école élémentaire.

### Sports
Fondée en 1933, l'Amicale sportive arrestoise compte 44 membres adultes en 2019. Les deux équipes de football s'entraînent et évoluent sur le stade local.

## Culture locale et patrimoine

### Lieux et monuments
- Le château d'Arrest est construit à partir de 1575 par Charles de la Chaussée d'Eu, seigneur de la Chaussée et d'Arrest.

Six générations de membres de la famille de la Chaussée d'Eu ont occupé ce château, le dernier étant Antoine de la Chaussée d'Eu. 
Le Château d'Arrest est vendu durant la Révolution et acheté sous l'Empire par les du Liège d'Aunis puis est passé par alliance à la mort de la dernière du Liège d'Aunis (mère de l'actuel propriétaire) aux Donjon de Saint-Martin[réf. nécessaire].
- Église Saint-Martin, gothique, datée des XIIe, XVe et XVIe siècles.

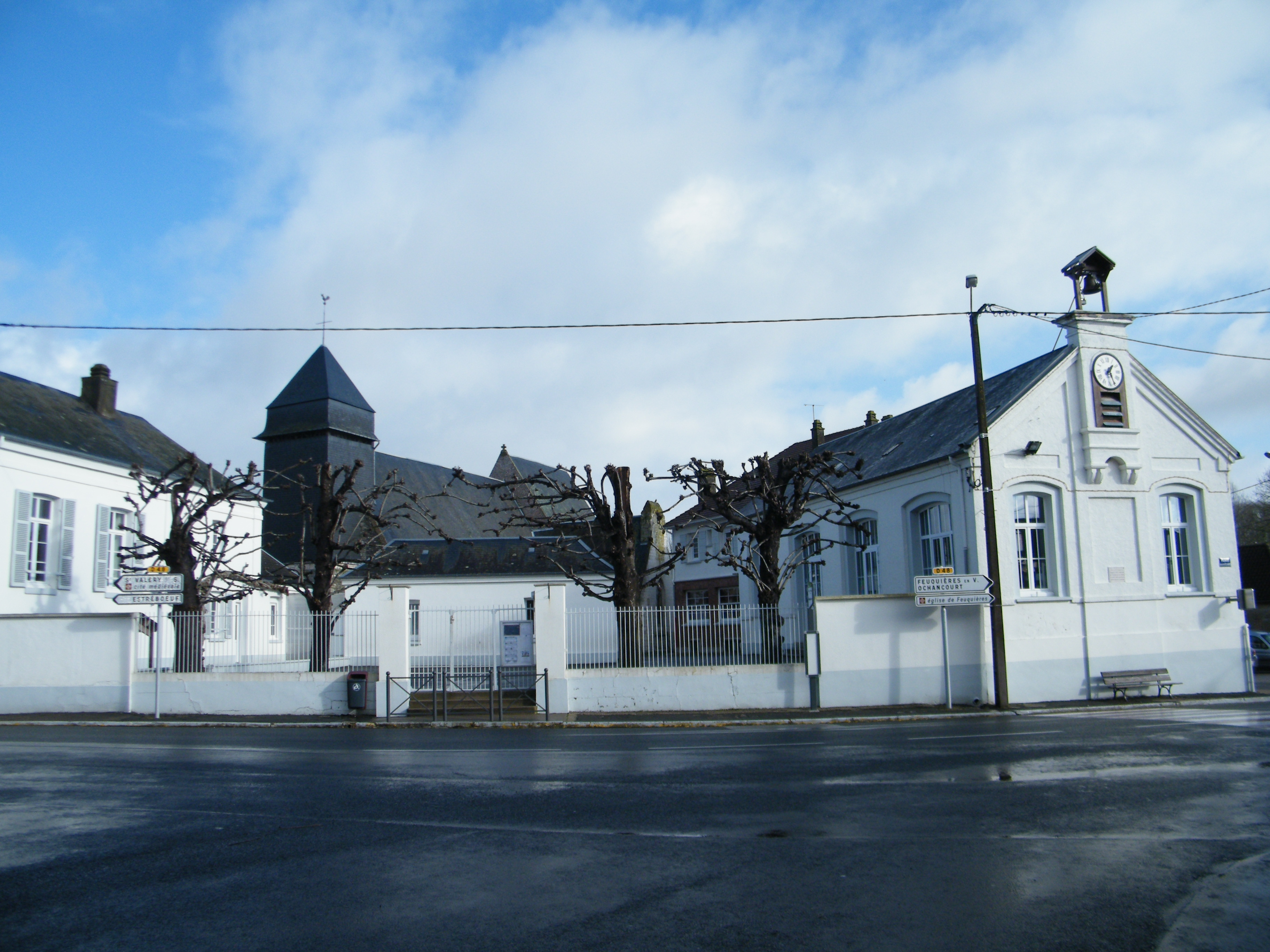
La mairie-école.
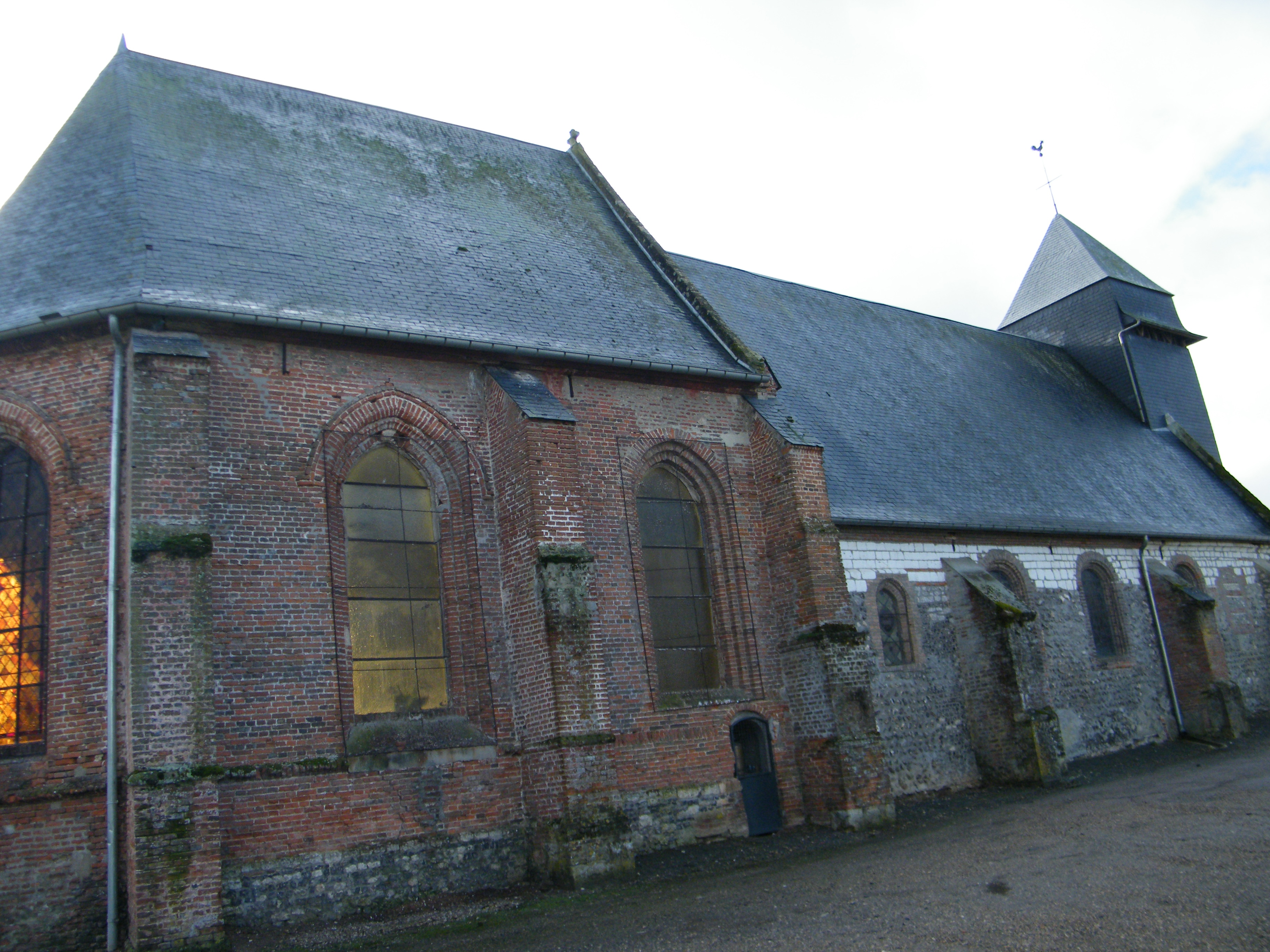
L'église Saint-Martin.
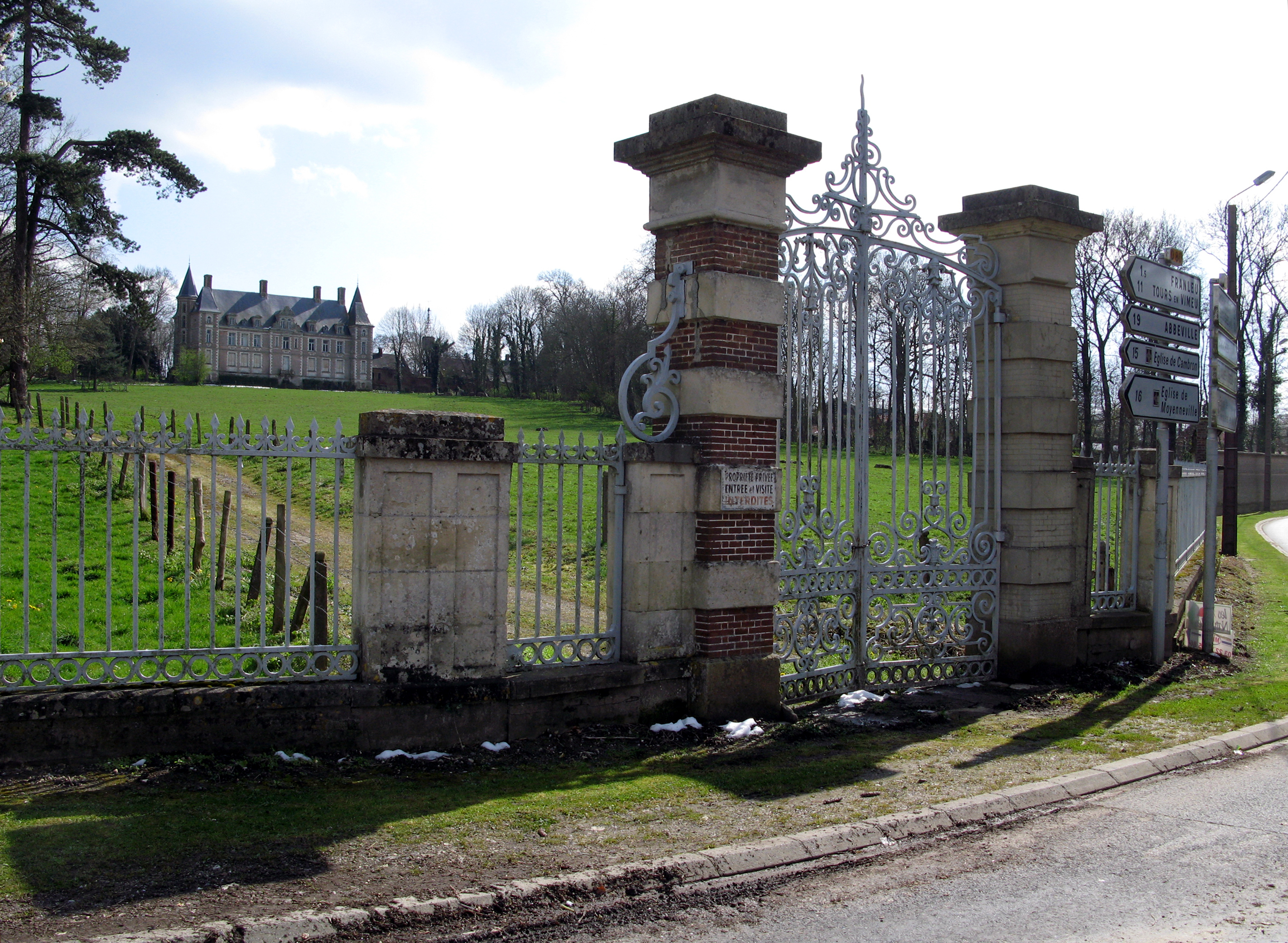
Le château.
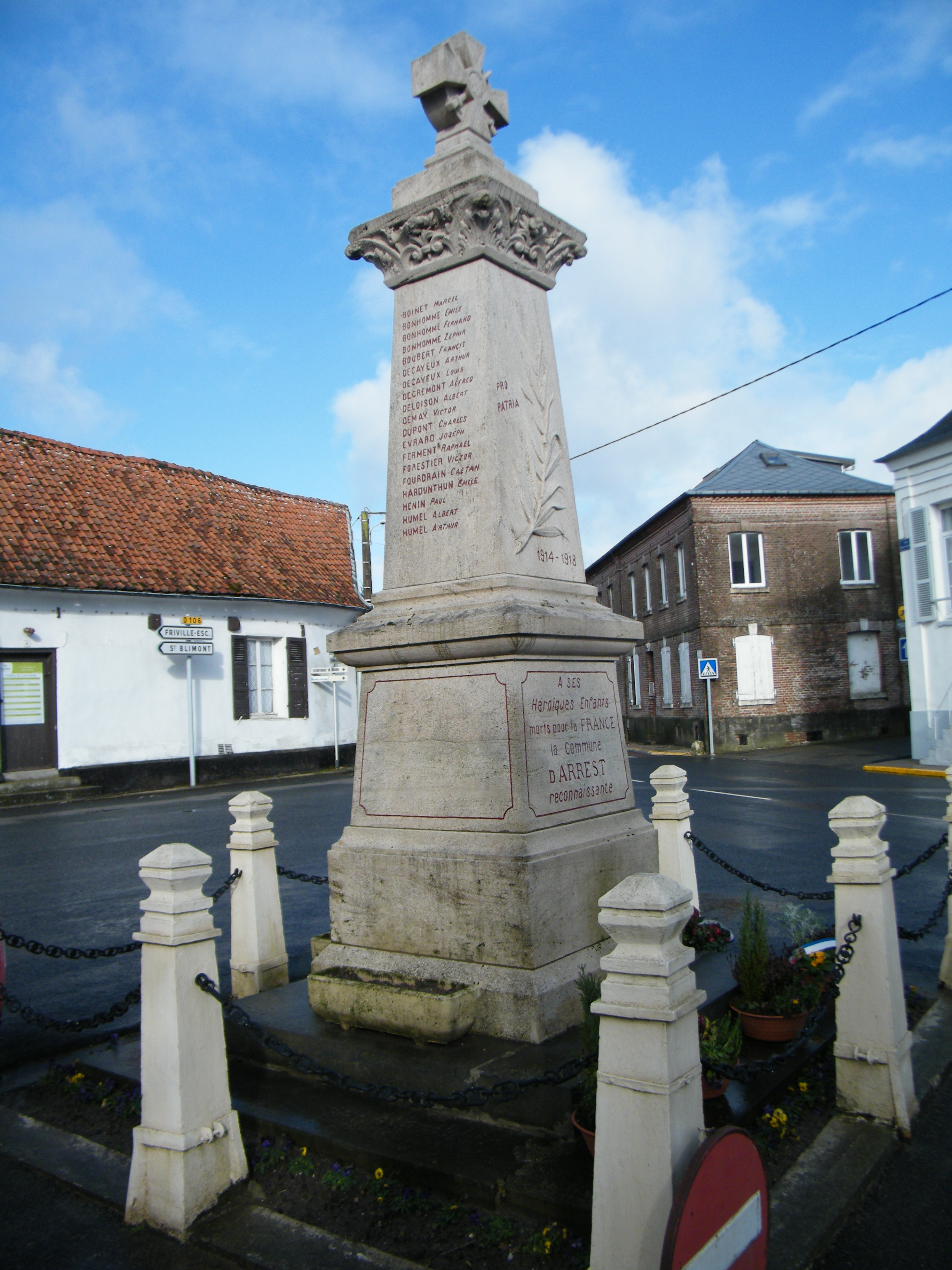
Monument aux morts.
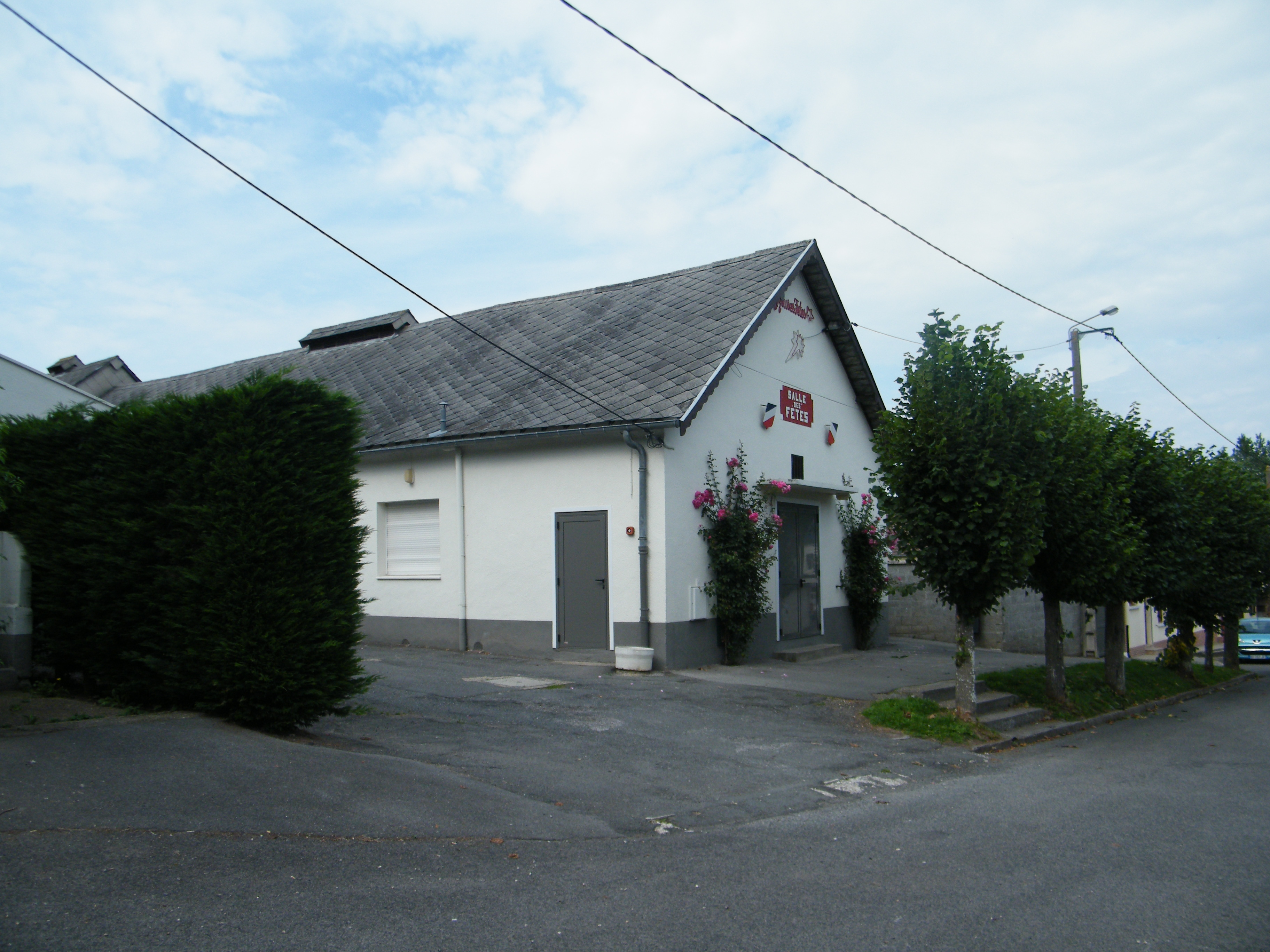
La salle des fêtes.

### Personnalités liées à la commune
- Louis d'Arrest, écuyer vivant en 1697, seigneur de Valmontier qui n'avait que deux filles, fut le dernier du nom[42].
- Heinrich Louis d'Arrest (Berlin, 13 juillet 1822 – Copenhague, 14 juin 1875), est un astronome prussien. Descendant de huguenots expulsés de France en 1685, D'Arrest étudia les mathématiques à l'université de Berlin. Simultanément, il se mit à étudier l'astronomie et c'est ainsi que le 9 juillet 1844 il observa la même comète que le Français Mauvais deux jours auparavant. Le 28 décembre 1844, il découvrait une seconde comète.
- Jules Dufrêne (pcd) (1916-1991), auteur picard né à Watiéhurt, commune de Lanchères, a écrit Bassureries (1983)[43]. Il a enseigné plus de 25 ans à Arrest où il a animé la troupe de théâtre locale « L'écran d'Arrest »[réf. nécessaire].
- Marius Delahaye, ancien député de la Somme, fut également maire d'Arrest.
- Roger Noyon (1934-2019), peintre aquarelliste, a passé son enfance et sa jeunesse à Arrest où ses parents étaient gérants de la Ruche Picarde[44].
- A la fin de la Seconde Guerre mondiale, Aurélien Têtu, résistant F.F.I., a été tué sur la place, deux heures avant la libération de la commune, le 2 septembre 1944[45].

### Héraldique
|  | Les armes de la commune se blasonnent ainsi : d'argent au lion de gueules. |

Ce blason n'a jamais fait l'objet d'une délibération du conseil municipal. Il peut être admis qu'il soit aujourd'hui celui de la commune d'Arrest. Une raison à cela : il fut porté du XIVe au XVIIIe siècle par la famille D'Arrest, originaire d'Arrest sans en être seigneurs. À Abbeville, à partir de 1310, les membres de cette famille « remplirent des fonctions municipales et s'allièrent à un grand nombre de familles les plus marquantes de l'ancienne bourgeoisie ».

## Pour approfondir